# Lasioglossum wellingtoni
Lasioglossum wellingtoni är en biart som först beskrevs av Cockerell 1914.  Lasioglossum wellingtoni ingår i släktet smalbin, och familjen vägbin. Inga underarter finns listade i Catalogue of Life.